# Dydaktyka matematyki
Dydaktyka matematyki – autonomiczna dyscyplina naukowa, której problematyka obejmuje zagadnienia związane z uczeniem się i nauczaniem matematyki. Dydaktyka matematyki, jako dziedzina badań naukowych, cechuje się interdyscyplinarnym i autonomicznym charakterem, posiada własny język i własną metodologię naukową.
Problemy dydaktyki matematyki powiązane są merytoryczne i metodologicznie z innymi dyscyplinami, takimi jak: matematyka, historia matematyki, filozofia matematyki, metodologia matematyki, pedagogika, psychologia, filozofia (w szczególności epistemologia), socjologia, prakseologia, informatyka, neurodydaktyka, cybernetyka, lingwistyka oraz heurystyka.

## Początki dydaktyki matematyki w rozumieniu współczesnym
Początki współczesnej dydaktyki matematyki można datować na rok 1965 – w tym roku profesor Anna Zofia Krygowska wygłosiła referat na ogólnopolskiej konferencji odbywającej się w Wyższej Szkole Pedagogicznej w Krakowie (obecnie: Uniwersytet Pedagogiczny im. KEN w Krakowie). Konferencja ta była poświęcona problemom dydaktyki matematyki jako nauki, a Krygowska w swoim referacie ukazała rolę prowadzenia w dydaktyce matematyki badań, niekoniecznie nastawionych na szybkie uogólnienia praktyki. Krygowska stała się współtwórcą metod badawczych oraz naukowego języka dydaktyki matematyki. Tezy postawione przez prof. Krygowską w swym referacie zostały rozpowszechnione przez UNESCO w języku angielskim oraz języku francuskim. Rozpoczęło to okres prowadzenia na całym świecie badań prowadzących do stopniowego poznania różnych procesów związanych z uczeniem się i nauczaniem matematyki. Zatem, od tego czasu, dydaktyka matematyki nie służy tylko praktycznemu przygotowaniu do zawodu nauczyciela matematyki, a Annę Zofię Krygowską uważa się za twórcę nowoczesnej dydaktyki matematyki jako dyscypliny naukowej.

### Początki współczesnej dydaktyki matematyki w Polsce
Rok 1965 uważa się również za datę ukonstytuowania się Krakowskiej Szkoły Dydaktyki Matematyki, właśnie ze względu na zasługi profesor Anny Zofii Krygowskiej dla powstania i rozwoju nowoczesnej dydaktyki matematyki.
W roku akademickim 1974/1975 Ministerstwo Nauki, Szkolnictwa i Techniki zastąpiło na specjalności nauczycielskiej studiów matematycznych dotychczasowy przedmiot „metodyka nauczania matematyki”, zajmujący się tylko wprowadzeniem w rzemiosło nauczania, szerszym przedmiotem: „dydaktyka matematyki”. W latach 1969–1979 Krygowska stworzyła trzytomowe fundamentalne dzieło Zarys dydaktyki matematyki, które do dziś stanowi źródło problemów badawczych dydaktyki matematyki, a jej prace są cytowane w niemal każdej polskojęzycznej publikacji naukowej z dydaktyki matematyki. Ta trzytomowa monografia ujmuje podstawowe zagadnienia dotyczące teorii procesu nauczania-uczenia się matematyki. Dzieło to zdeterminowało język i metodologię badawczą tej powstającej wtedy dyscypliny naukowej.

## Historia rozwoju definicji dydaktyki matematyki
Na przestrzeni lat definicja dydaktyki matematyki ewoluowała, rozszerzała się.
- W roku 1929 S. Neapolitański, w swej książce Zarys dydaktyki matematyki przedstawił dydaktykę matematyki jako naukę, która tłumaczy, jak stosować zasady dydaktyki ogólnej do nauczania matematyki[9]. Neapolitański używał jednak tego terminu zamiennie z „metodyką nauczania matematyki”, czyli uczenia nauczycielskiego rzemiosła[9].
- W roku 1969 A. Stolar zamiast nazwy „dydaktyka matematyki” używa nazwy „pedagogika matematyki” jako dyscyplina naukowa zajmująca się badaniem procesu nauczania matematyki na każdym z etapów edukacyjnych oraz procesu samodzielnego uczenia się matematyki[9].
- W roku 1971 H. Griesel przedstawił swoją definicję dydaktyki matematyki, jako nauki zajmującej się opracowywaniem efektywnych szczegółowych koncepcji nauczania określonych tematów lekcji matematyki, z uwzględnieniem analizy ich celów oraz doboru ich treści[9]. Poparcie dla tej definicji wyraził E. Witmann w swojej książce z 1975 roku[9].
- Najszerszą definicję dydaktyki matematyki, obecnie uznawaną, jest definicja prof. Krygowskiej z 1982 roku[3], tzn: „nauka, której problematyka obejmuje wszystkie zagadnienia związane z uczeniem się i nauczaniem matematyki”[2].